# 马克·安德鲁斯 (赛艇运动员)
马克·戴维·安德鲁斯（英語：Mark David Andrews，1959年11月25日—2020年3月20日），英国男子赛艇运动员。他曾代表英国参加1981年世界赛艇锦标赛，获得男子八人单桨有舵手银牌。